# SK Bruntál
Sportovní klub Bruntál (zkráceně SK Bruntál) je český basketbalový klub, který sídlí v Bruntále v Moravskoslezském kraji. Založen byl v lednu 2010. Orientuje se především na mládež. Domácí zápasy hraje většinou ve sportovní hale Bruntál.

## Historie
V roce 2010 založili bývalí trenéři klubu TJ Slavoj Bruntál basketbalový klub, který se měl zaměřit na mládež. Z původního klubu přestoupila i děvčata ročníků narození 2000 a 2001. V následující sezóně 2011/2012 vstoupil klub do své první soutěže.
V průběhu následujících sezón začal klub rozšiřovat svou mládežnickou základnu a rok od roku rozšiřoval svou účast v basketbalových soutěžích.
V roce 2013 ukončil účast v soutěžích klub TJ Slavoj Bruntál, který v té době měl již jen družstvo juniorek a žen. Většina hráček přestoupila do klubu SK Bruntál a v nejbližší sezóně 2013/2014 se přihlásila do oblastního přeboru žen Severní Moravy. V ní hned vybojovala druhé místo. V té následující to již bylo místo první.
Pro sezónu 2015/2016 založil klub družstvo mužů. V něm se sešli z velké části bývalí odchovanci bruntálského basketbalu a bývalí hráči z klubů v okrese. Tým odehrál pouze jednu sezónu. K té následující se již nedokázal sejít v dostatečném počtu.
Úspěšné tažení žen soutěží přeboru Střední a Severní Moravy v sezóně 2016/2017 zajistilo týmu postup do II. ligy žen. Zároveň si tímto vybojovaly i právo účasti v Českém poháru.

## Umístění v jednotlivých sezonách (ženský oddíl)
Stručný přehled
Zdroj: 
- 2013–2016: Severomoravský oblastní přebor (4. ligová úroveň v České republice)
- 2016–2017: Středomoravský a Severomoravský oblastní přebor (4. ligová úroveň v České republice)
- 2017– : 2. liga – sk. B (3. ligová úroveň v České republice)

Jednotlivé ročníky
Zdroj: 
Legenda: ZČ - základní část, červené podbarvení - sestup, zelené podbarvení - postup, fialové podbarvení - reorganizace, změna skupiny či soutěže
| Česko (2013 – ) |                                                 |           |          |                                       |              |
| Sezóny          | Soutěž                                          | Úroveň    | ZČ       | Play-off, nadstavba, sk. o udržení... | Poznámky     |
| 2013/14         | Severomoravský oblastní přebor                  | 4. úroveň | 2. místo |                                       |              |
| 2014/15         | Severomoravský oblastní přebor                  | 4. úroveň | 1. místo |                                       |              |
| 2015/16         | Severomoravský oblastní přebor                  | 4. úroveň | 2. místo |                                       | Reorganizace |
| 2016/17         | Středomoravský a Severomoravský oblastní přebor | 4. úroveň | 1. místo |                                       | Postup       |
| 2017/18         | 2. liga – sk. B                                 | 3. úroveň | 8. místo | Skupina o udržení (3. místo)          |              |
| 2018/19         | 2. liga – sk. B                                 | 3. úroveň | 4. místo |                                       |              |
| 2019/20         | 2. liga – sk. B                                 | 3. úroveň |          |                                       |              |

## Výsledky ostatních družstev

### Sezóna 2017/2018

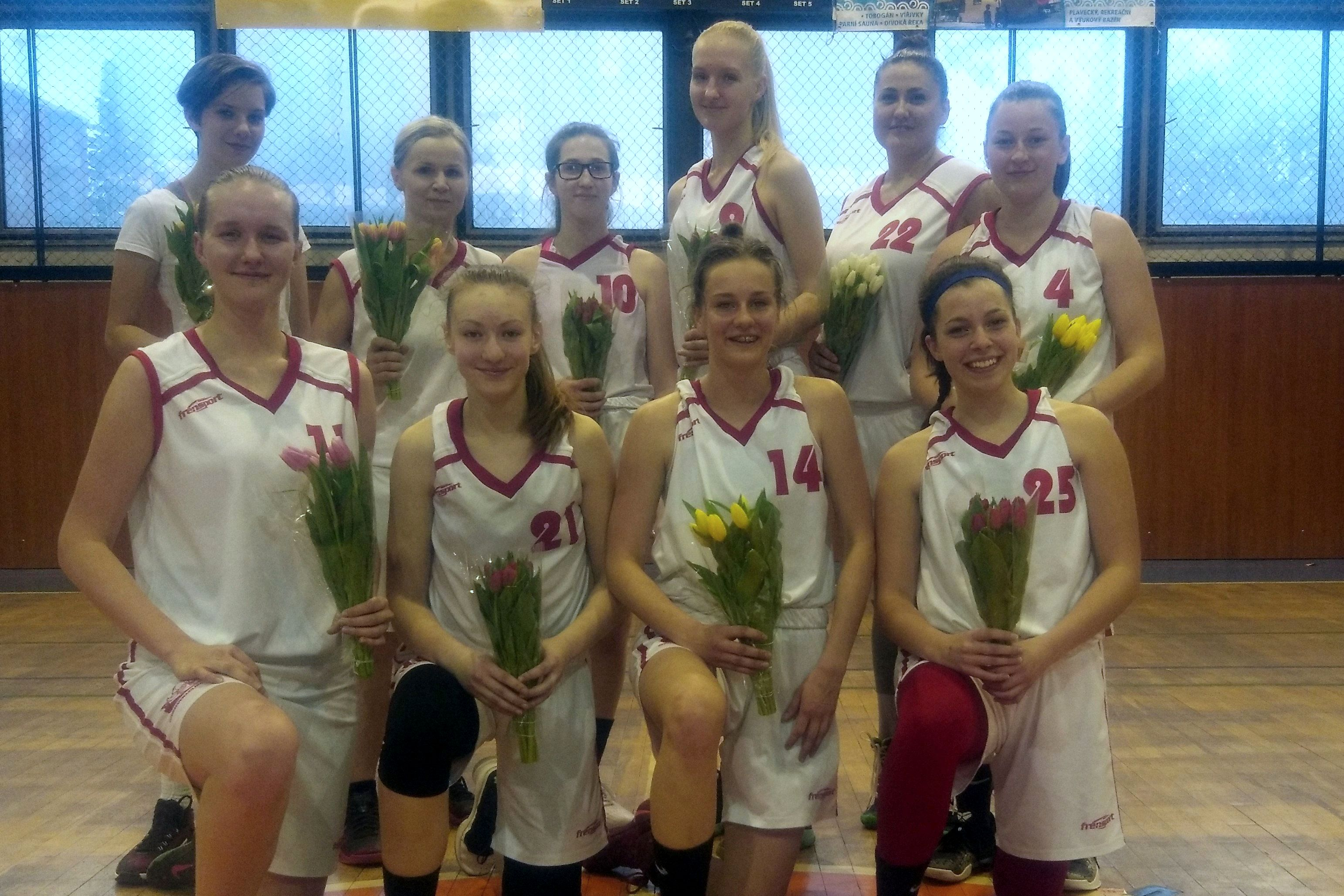
Družstvo žen v druholigové sezóně 2017/18.

- Ženy "B" - 1. místo v Severomoravské lize (8 týmů)
- Kadetky U17 - --/1. místo v Nadregionální soutěž, skupina D (7/8 týmů) [Poznámka 1]
- Starší žáci U15 - --/2. místo v Nadregionální soutěž, skupina F (7/8 týmů) [Poznámka 1]
- Starší žáci U15 - --/1. místo v Nadregionální soutěž, skupina F - 2. část (6/7 týmů) [Poznámka 1]
- Mladší žákyně U14 - 6. místo v Žákovská liga, základní skupina F (7 týmů)
- Mladší žákyně U14 - 6. místo v Žákovská liga, liga skupina D (7 týmů)
- Mladší minižáci U12 - --/7. místo v OP Sevrní Morava (8/10 týmů) [Poznámka 1]
- Mladší minižákyně U12 - 6. místo v OP Severní Morava (8 týmů)
- Nejmladší minižákyně U11 - 3. místo v OP Severní Morava (7 týmů)
- Nejmladší minižáci U10 - 8. místo v OP Severní Morava (8 týmů)

### Sezóna 2016/2017

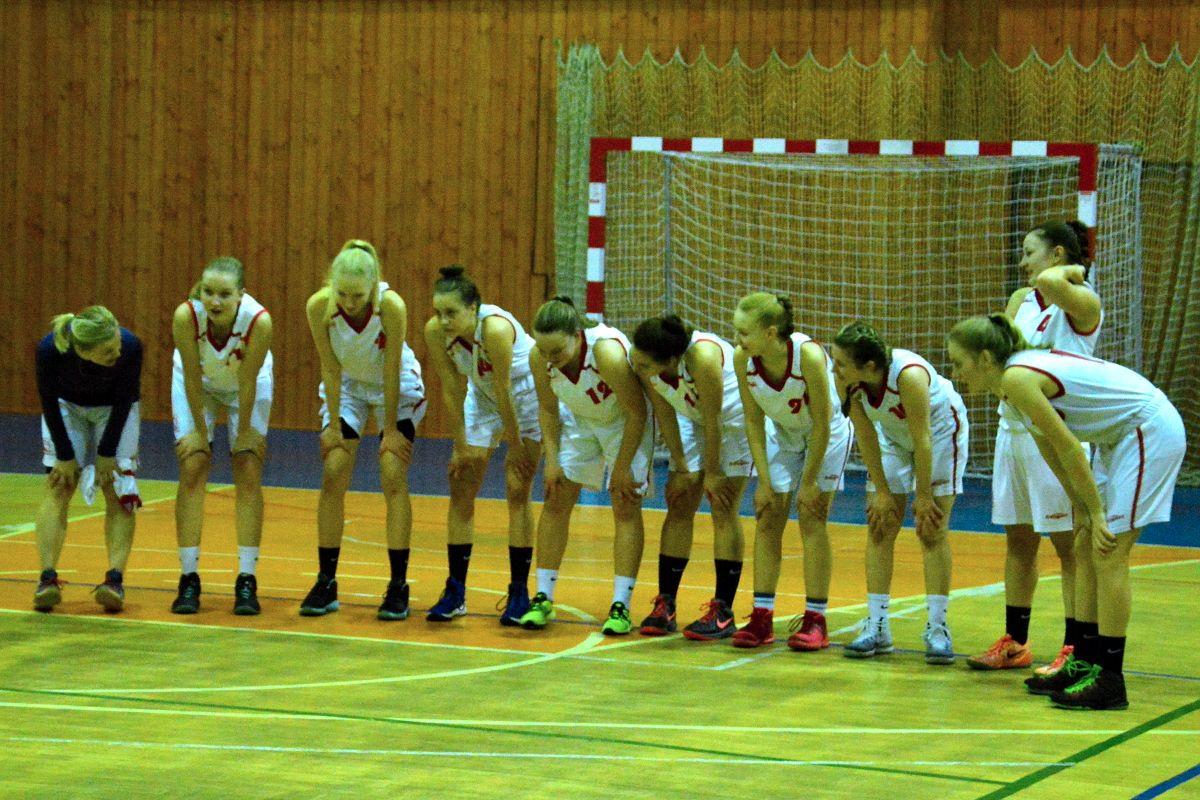
Družstvo žen v sezóně 2016/2017 obsadilo 1. místo v Oblastním přeboru Střední a Severní Moravy a postoupilo do 2. ligy.

- Kadetky U17 - 1. místo v Nadregionální soutěž, skupina C (8 týmů)
- Starší žáci U15 - 1./3. místo v Nadregionální soutěž, skupina G (5/7 týmů) [Poznámka 1]
- Starší žáci U15 - 6. místo v Žákovská liga, skupina C (6 týmů)
- Starší žakyně U15 - --/1. místo v Nadregionální soutěž, skupina D - 1.část (5/7 týmů) [Poznámka 1]
- Starší žakyně U15 - --/2. místo v Nadregionální soutěž, skupina D - 2.část (4/5 týmů) [Poznámka 1]
- Starší minižákyně U13 - 4. místo v OP Severní Morava (6 týmů)
- Mladší minižákyně U12 - 2. místo v OP Severní a Střední Morava (10 týmů)
- Nejmladší minižákyně U11 - 6. místo v OP Severní Morava (7 týmů)
- Nejmladší minižáci U11 - 11. místo v OP Severní Morava (12 týmů)
- Nejmladší minižákyně U10 - 5. místo v OP Severní Moravy (8 týmů)
- Nejmladší minižactvo U9 mix - 3. místo v OP Severní Moravy, skupina A2 (3 týmy)

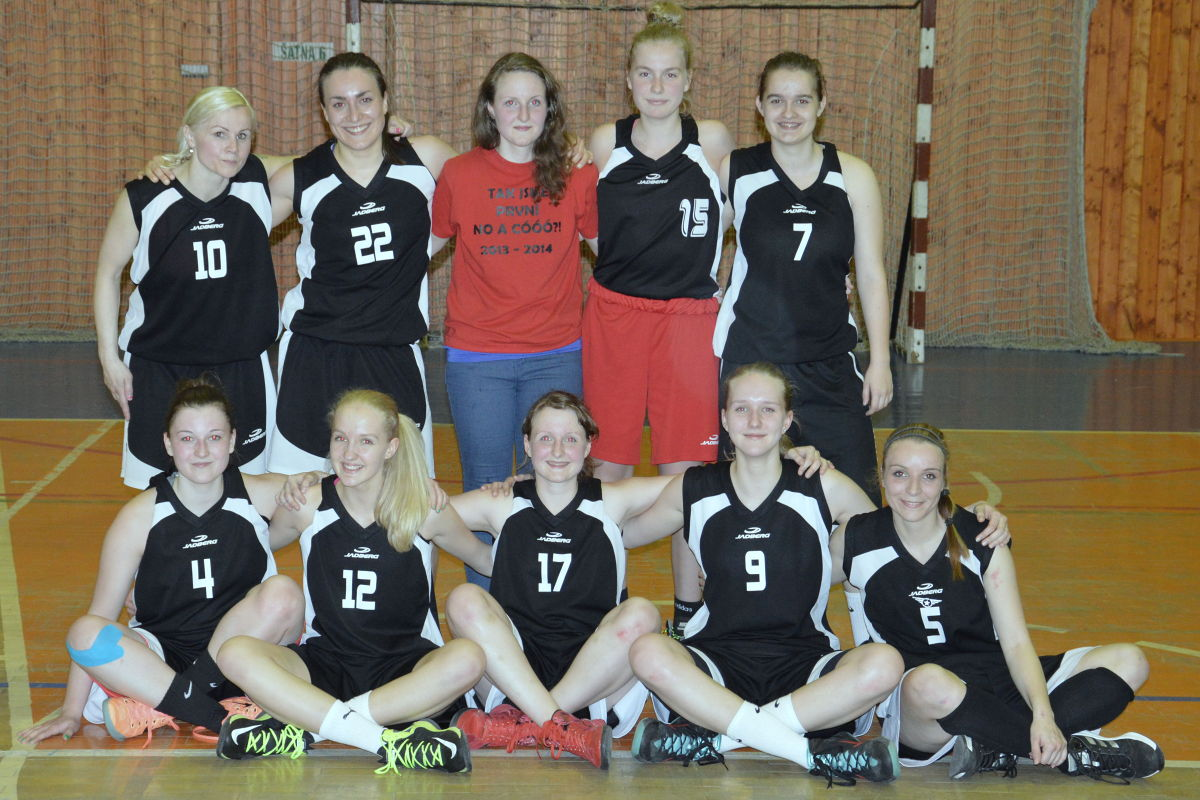
Družstvo žen v sezóně 2014/2015 obsadilo 1. místo v Oblastním přeboru Severní Moravy.

### Sezóna 2015/2016
- Muži - 11. místo v OP Severní Morava, 2.třída (12 týmů)
- Kadetky U17 - 1./5. místo (Přeborník oblasti) v OP Severní Morava (2/7 týmů) [Poznámka 1]
- Starší žáci U15 - 8. místo v Nadregionální soutěži, skupina F, (8 týmů)
- Starší žáci U15 - 5. místo v OP Severní Morava (7 týmů)
- Starší žákyně U15 - 1. místo v Nadregionální soutěž, skupina E (6 týmů)
- Starší žákyně U15 - 1./2. místo (Přeborník oblasti) v OP Severní a Střední Morava (6/10 týmů) [Poznámka 1]
- Mladší zákyně U14 - 6. místo v Liga ČBF, skupina C (11 týmů)
- Starší minižáci U13 - 5. místo v OP Severní Morava (10 týmů)
- Mladší minižákyně U12 - 5. místo v OP Severní Morava (6 týmů)
- Nejmladší minižákyně U11 - 1./2. místo (Přeborník oblasti) v OP Severní Morava (7/8 týmů) [Poznámka 1]
- Nejmladší minižactvo U11mix - 7. místo v OP Severní Morava (7 týmů)
- Nejmladší minižactvo U10mix - 5. místo v OP Severní Morava (9 týmů)
- Nejmladší minižactvo U9mix - 2. místo v OP Severní Morava (3 týmy)

### Sezóna 2014/2015
- Starší žákyně U15 - 4. místo v OP Severní a Střední Morava (12 týmů)
- Starší žákyně U15 "B" - 9. místo v OP Severní a Střední Morava (12 týmů)
- Starší minižáci U13 - 7. místo v OP Severní a Střední Moravy (14 týmů)
- Starší minižákyně U13 - 3. místo v OP Severní Morava (8 týmů)
- Mladší minižáci U12 - 9. místo v OP Severní a Střední Morava (14 týmů)
- Nejmladší minižáci U11 - 4. místo v OP Severní Morava (12 týmů)

Z důvodu odchodu většiny hráček družstva žen studovat na vysoké školy, odmítl klub postup do 2. ligy žen.

### Sezóna 2013/2014
- Starší žákyně U15 - 4. místo v OP Severní Morava (5 týmů)
- Starší žákyně U15 - 8. místo v soutěži Moravské koše 2014 U17 + U15 (8 týmů)
- Starší minižákyně U13 - 2. místo v OP Severní Morava (9 týmů)
- Mladší minižáci U12 - 7. místo v OP Severní Morava (10 týmů)
- Mladší minižáci U12 - 3. místo v OP Střední Morava, společná soutěž s dívkami (6 týmů), Družstvo mělo na soupisce mix chlapců a dívek.
- Mladší minižáci U12 - 2. místo v OP Střední Morava - chlapci Jaro 2014 (3 týmy). Družstvo mělo na soupisce mix chlapců a dívek.

### Sezóna 2012/2013
- Starší minižákyně U13 - 6. místo v OP Střední Morava (10 týmů), 5. místo v redukované tabulce (bez starších týmů)
- Nejmladší minižáci U11 - 5. místo v OP Střední Morava, společná soutěž s dívkami (6 týmů). Družstvo mělo na soupisce mix chlapců a děvčat.

### Sezóna 2011/2012
- Mladší minižákyně U12 - 8. místo v OP Střední Morava (8 týmů)